# Frances Conroy
Frances Hardman Conroy (Monroe, Georgia, 1953. november 13. –) Golden Globe-díjas amerikai színésznő. 
Egyik legismertebb szerepe Ruth Fisher a Sírhant művek (2001-2005) című televíziós sorozatban. Alakításáért sok kritikus elismerését elnyerte, valamint egy Golden Globe-, és egy Screen Actors Guild-díjat is átvehetett. Ismert továbbá a 2011-ben indult Amerikai Horror Story című antológiasorozatból, melynek első évadjában Moira O'Hara alakításáért megkapta karrierje első Szaturnusz-jelölését. A szereppel egy Primetime Emmy-jelölést is szerzett legjobb női mellékszereplő (minisorozat) kategóriában. Conroy a sorozat további évadjaiban – Zártosztály, Boszorkányok, Rémségek cirkusza, Roanoke, Szekta és Két történet – is feltűnt. A harmadik, Boszorkányok alcímen futó évadban nyújtott teljesítményéért 2014-ben újabb Emmy-jelölést kapott, szintén legjobb női mellékszereplőként.
2015-ben a Hulu Alkalmi című saját gyártású sorozatában kapott szerepet. 2017-ben Nathalie Ravent formálta meg a Stephen King regénye alapján készült A köd című sorozatban.

## Fiatalkora
A Georgia állambeli Monroe-ban született Ossie Hardman és Vincent Paul Conroy gyermekeként. Édesapja ír származású vállalati vezető volt, édesanyja szintén hasonló területen dolgozott. 1971 és 1972 között a Pennsylvaniában található Dickinson College tanulója volt, ahol az intézmény színházi produkcióiban rendszeresen részt vett. Később New York városába költözött, hogy színészetet tanuljon a Neighborhood Playhouse Schoolban és a Juilliard Schoolban.

## Karrier
Az 1970-es években színházi társulattal járta az országot és lépett fel rendszeresen színházakban. A New York-i Delacorte Theater-ben Desdemónát alakította az Othello című színműben többek közt Richard Dreyfuss és Raul Julia mellett. Egyik legelső filmszerepére 1979-ben került sor Woody Allen Manhattan című romantikus vígjátékában. 1980-ban sikeresen debütált a Broadway-en Edward Albee The Lady From Dubuque című színművében. A 80-as és 90-es években Conroy leginkább színházi karrierjére koncentrált, így számtalan műben szerepelt. Az évek során jelölték Tony-, valamint Drama Desk-díjakra is. Kisebb szerepet kapott az 1984-ben bemutatott Zuhanás a szerelembe című filmben. Ruby Hanson szerepében feltűnt az 1988-as Rocket Gibraltár című drámában. Abban az évben szintén egy kisebb szerepet kapott a Riviéra vadorzói című filmben.

### 2001–05:Sírhant művek
Egyik legismertebb filmes szerepe az HBO saját gyártású drámasorozatához, a Sírhant művekhez (eredeti címe Six Feet Under) kötődik. Conroy 2001 és 2005 között szerepelt a sorozatban, amely során a kritikusok tetszését is kiérdemelte. 2004-ben elnyerte a legjobb drámai színésznőnek járó Golden Globe-ot. Az évek során négy jelölést kapott Emmy-díjra „a legjobb női főszereplő drámasorozatban” kategóriában, de végül egyet sem tudott megnyerni. 2003-ban Screen Actor Guild-díjjal jutalmazták Ruth Fisher alakításáért a sorozatban, amely végül 2005-ben ért véget 63 leadott epizód után.

### 2007–10
2008-ban egy kisebb vendégszerep erejéig szerepelt az ABC csatorna Született feleségek című sikersorozatában, ahol a gazdag és szeretetéhes nőt, Virginia Hildebrandot alakította.
A 2000-es évek közepén számos kisebb vendégszerepet vállalt a televízióban, köztük szerepelt az Így jártam anyátokkal című szitkomban Barney Stinson édesanyjaként. 2010-ben Angie Dinkley-t alakította a Scooby-Doo: Rejtélyek nyomában című animációs műsorban.
2010-ben Madylyn-t, a Robert De Niro által alakított Jack Mabrey feleségét játszotta John Curran filmjében, a Stone-ban. Ugyanabban az évben egy visszatérő szerepben Peggy Haplint alakította az ABC csatorna rövid életű Happy Town című drámasorozatában.

### 2011–napjainkig:Amerikai Horror Story

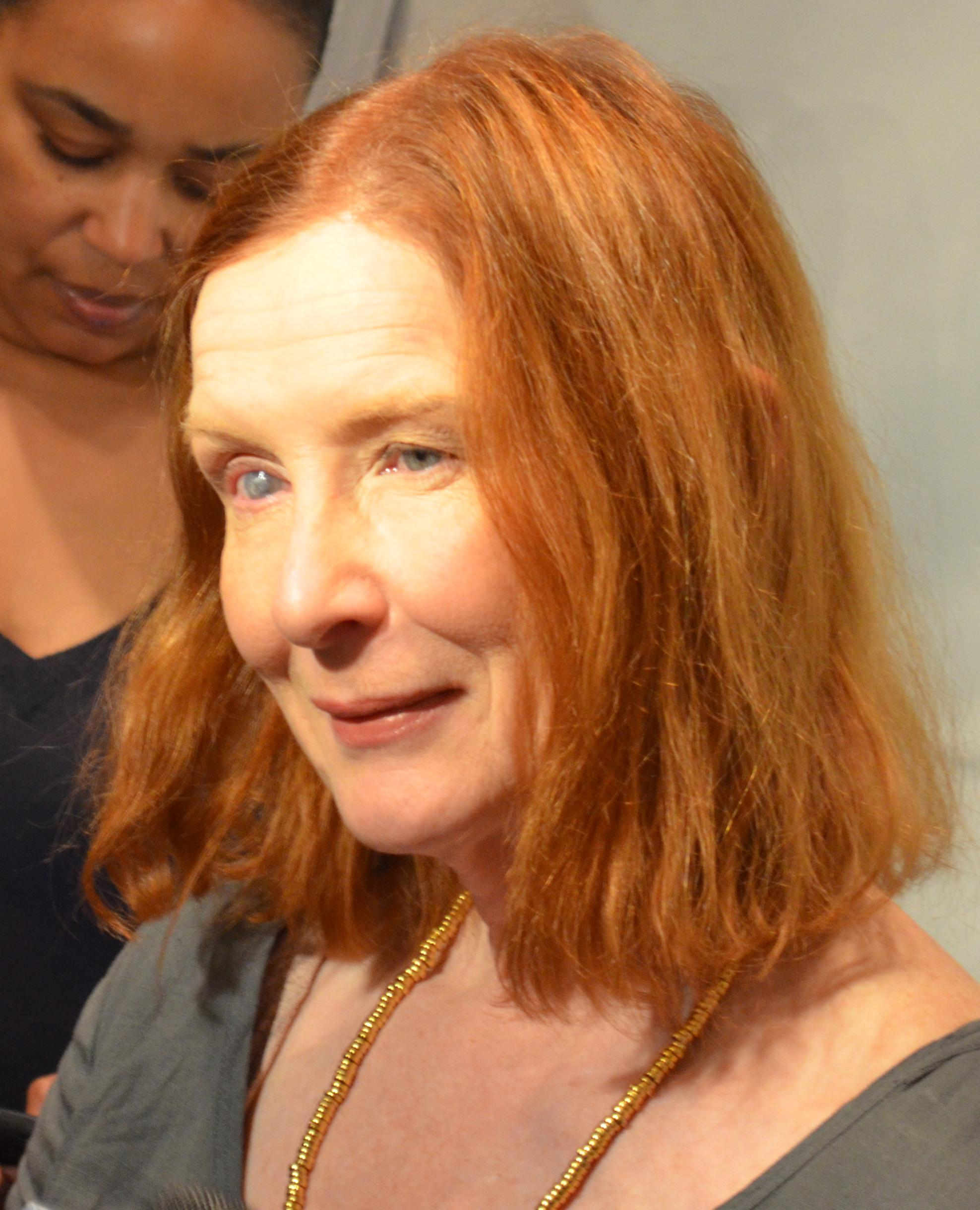
Conroy 2012 márciusában

2011-ben megkapta az FX csatorna új drámasorozatának, az Amerikai Horror Story: A Gyilkos háznak az egyik főszerepét. Conroy és Alexandra Breckenridge együtt játszotta a Moira O'Hara nevű karaktert. 2011-ben az évad fináléja után a készítők bejelentették, hogy az Amerikai Horror Story egy antológia sorozat, így minden évad egy, az előzőtől független történetet mesél el más és más karakterekkel. Az évadban nyújtott alakításért Conroy megkapta ötödik Emmy-jelölését „a legjobb női mellékszereplő minisorozatban” kategóriában.
2012-ben a Zártosztály alcímen futott második évadban a Halál angyalát játszotta. 2013-ban Blythe Ballard karakterében pár epizód erejéig feltűnt a Luxusdoki című sorozatban. Szintén 2013-ban szerepelt a Ring of Fire című televíziós filmben, melyben Maybelle Cartert alakította. 2013 őszén újra visszatért az Amerikai Horror Story soron következő, Boszorkányok című évadába, ahol a New Orleans-i boszorkánytanács egyik tagját Myrtle Snow-t alakította. Az évad lefutása után Conroy megkapta hatodik Emmy-jelölését, ezúttal is „a legjobb női mellékszereplő minisorozatban” kategóriában. Gloria Mott karakterében visszatért a negyedik évadba is, amely a Rémségek cirkusza alcímen futott 2014-ben. A sorozat ötödik évadában Conroy nem kapott szerepet, csak 2016-ban a Roanoke című, hatodik évadban tért vissza egy kannibál anyuka szerepében. 2015-ben a Hulu saját gyártású műsorában, az Alkalmi című sorozatban kapott szerepet. 2017 júliusában megerősítették, hogy hatodik alkalommal is visszatér az Amerikai Horror Storyba. A sorozat hetedik, Szekta alcímű évadában két epizódban tűnt fel.

## Filmográfia

### Film
| Év   | Magyar cím                           | Eredeti cím                        | Szerep                            | Magyar hang    | Rendező                  |
| ---- | ------------------------------------ | ---------------------------------- | --------------------------------- | -------------- | ------------------------ |
| 1979 | Manhattan                            | Manhattan                          | Shakespeare-i színésznő           |                | Woody Allen (1.)         |
| 1984 | Zuhanás a szerelembe                 | Falling in Love                    | pincérnő                          |                | Ulu Grosbard             |
| 1987 | Némasági fogadalom                   | Amazing Grace and Chuck            | Pamela                            |                | Mike Newell              |
| 1988 | Rocket Gibraltár                     | Rocket Gibraltar                   | Ruby Hanson                       |                | Daniel Petrie            |
| 1988 | Egy másik asszony                    | Another Woman                      | Lynn                              |                | Woody Allen (2.)         |
| 1988 | A Riviéra vadorzói                   | Dirty Rotten Scoundrels            | Diana                             | Némedi Mari    | Frank Oz                 |
| 1989 | Bűnök és vétkek                      | Crimes and Misdemeanors            | háztulajdonos                     |                | Woody Allen (3.)         |
| 1991 | Billy Bathgate                       | Billy Bathgate                     | Mary Behan                        |                | Robert Benton            |
| 1992 | Egy asszony illata                   | Scent of a Woman                   | Christine Downes                  |                | Martin Brest             |
| 1993 | A szerelem hullámhosszán             | Sleepless in Seattle               | Irene Reed                        | Bessenyei Emma | Nora Ephron              |
| 1993 | Huck Finn kalandjai                  | The Adventures of Huck Finn        | vékony hölgy                      | Csendes Olivér | Stephen Sommers          |
| 1994 |                                      | Developing (rövidfilm)             | Clare                             |                | Marya Cohn               |
| 1995 | A neonbiblia – Részigazságok         | The Neon Bible                     | Miss Scover                       |                | Terence Davies           |
| 1995 |                                      | Angela                             | Anne anyja                        |                | Rebecca Miller           |
| 1996 | A salemi boszorkányok                | The Crucible                       | Ann Putnam                        | Zsurzs Kati    | Nicholas Hytner          |
| 2002 | Álmomban már láttalak                | Maid in Manhattan                  | Paula Burns                       | Takács Kati    | Wayne Wang               |
| 2002 | Álmomban már láttalak                | Maid in Manhattan                  | Paula Burns                       | Kiss Erika     | Wayne Wang               |
| 2003 |                                      | Die, Mommie, Die!                  | Bootsie Carp                      |                | Mark Rucker              |
| 2004 | A Macskanő                           | Catwoman                           | Ophelia Powers                    | Horváth Zsuzsa | Pitof                    |
| 2004 | Aviátor                              | The Aviator                        | Katharine Martha Houghton Hepburn | Bánsági Ildikó | Martin Scorsese          |
| 2005 | Az eladólány                         | Shopgirl                           | Catherine Buttersfield            |                | Anand Tucker             |
| 2005 | Hervadó virágok                      | Broken Flowers                     | Dora Anderson                     | Spilák Klára   | Jim Jarmusch             |
| 2006 | Eszement szerelem                    | Ira and Abby                       | Lynn Willoughby                   |                | Robert Cary              |
| 2006 | Rejtélyek szigete                    | The Wicker Man                     | Dr. T.H. Moss                     | Borbás Gabi    | Neil LaBute              |
| 2007 | Ébredő sötétség                      | The Seeker: The Dark is Rising     | Miss Greythorne                   | Bánsági Ildikó | David L. Cunningham      |
| 2008 | Humboldt megye                       | Humboldt County                    | Rosie                             |                | Darren Grodsky           |
| 2008 | Humboldt megye                       | Humboldt County                    | Rosie                             | Danny Jacobs   |                          |
| 2008 | Cincin lovag                         | The Tale of Despereaux             | Antoinette (hangja)               | Hámori Ildikó  | Sam Fell                 |
| 2008 | Cincin lovag                         | The Tale of Despereaux             | Antoinette (hangja)               | Hámori Ildikó  | Rob Stevenhagen          |
| 2009 | Derült égből szerelem                | Love Happens                       | Eloise anyja                      | Zsolnai Júlia  | Brandon Camp             |
| 2009 |                                      | Waking Madison                     | Dolly Walker                      |                | Katherine Brooks         |
| 2009 | Miért éppen Minnesota?               | New in Town                        | Trudy Van Uuden                   | Bánsági Ildikó | Jonas Elmer              |
| 2009 | Újra a gimiben                       | Stay Cool                          | Mrs. Leuchtenberger               |                | Michael Polish           |
| 2010 | Végső menedék                        | Shelter                            | Mrs. Bernberg                     | Koffler Gizi   | Måns Mårlind             |
| 2010 | Végső menedék                        | Shelter                            | Mrs. Bernberg                     | Koffler Gizi   | Björn Stein              |
| 2010 | Az éjszaka országai                  | Bloodworth                         | Julia Bloodworth                  | Kiss Mari      | Shane Dax Taylor         |
| 2010 | Stone                                | Stone                              | Madylyn Mabry                     | Andai Györgyi  | John Curran              |
| 2011 | Tom és Jerry és Óz, a csodák csodája | Tom and Jerry and the Wizard of Oz | Em néni (hangja)                  | Réti Szilvia   | Spike Brandt (1.)        |
| 2011 | Tom és Jerry és Óz, a csodák csodája | Tom and Jerry and the Wizard of Oz | Glinda (hangja)                   |                | Tony Cervone (1.)        |
| 2011 | Superman és a Nap-expedíció          | All-Star Superman                  | Martha Kent (hangja)              |                | Sam Liu                  |
| 2013 | Superman elszabadul                  | Superman: Unbound                  | Martha Kent (hangja)              |                | James Tucker             |
| 2014 |                                      | Making the Rules                   | anya                              |                | Jimbo Lee                |
| 2014 |                                      | Chasing Ghosts                     | Dara                              |                | Joshua Shreve            |
| 2015 |                                      | Welcome to Happiness               | Claiborne                         |                | Oliver Thompson          |
| 2016 |                                      | No Pay, Nudity                     | Andrea                            |                | Lee Wilkof               |
| 2016 | Tom és Jerry Óz birodalmában         | Tom and Jerry: Back to Oz          | Em néni (hangja)                  | Tímár Éva      | Spike Brandt (2.)        |
| 2016 | Tom és Jerry Óz birodalmában         | Tom and Jerry: Back to Oz          | Glinda (hangja)                   | Kokas Piroska  | Tony Cervone (2.)        |
| 2018 | A történet                           | The Tale                           | Jane Graham                       | Szirtes Ági    | Jennifer Fox             |
| 2018 |                                      | Mountain Rest                      | Ethel                             |                | Alex O Eaton             |
| 2019 | Joker                                | Joker                              | Penny Fleck                       | Igó Éva        | Todd Phillips            |
| 2019 |                                      | James vs. His Future Self          | Dr. Rowley                        |                | Jeremy Lalonde           |
| 2021 | A kutya karmai közt                  | The Power of the Dog               | idős hölgy                        | Bessenyei Emma | Jane Campion             |
| 2023 | Nimona                               | Nimona                             | A Rendező (hangja)                | Kiss Erika     | Nick Bruno és Troy Quane |

### Televízió

#### Tévéfilm
| Év   | Magyar cím               | Eredeti cím                                           | Szerep          |
| ---- | ------------------------ | ----------------------------------------------------- | --------------- |
| 1978 |                          | All's Well That Ends Well                             | Diana           |
| 1982 |                          | The Royal Romance of Charles and Diana                | Mrs. Watson     |
| 1987 | LBJ: A korai évek        | LBJ: The Early Years                                  | N/A             |
| 1988 |                          | Terrorist on Trial: The United States vs. Salim Ajami | Lyn Kessler     |
| 1994 | Át a hegyen              | One More Mountain                                     | Peggy Breen     |
| 1995 |                          | Journey                                               | Fiona           |
| 1998 | Sűrűbb, mint a vér       | Thicker Than Blood                                    | Mrs. Byrne      |
| 1999 | Gyilkosság a kisvárosban | Murder in a Small Town                                | Martha Lassiter |
| 2006 | Tökéletes nap            | A Perfect Day                                         | Camille Bailey  |
| 2008 |                          | Mike Birbiglia's Secret Public Journal                | Kathy           |
| 2012 |                          | Beautiful People                                      | Lydia           |
| 2013 |                          | Ring of Fire                                          | Maybelle Carter |

#### Sorozat
| Év        | Magyar cím                               | Eredeti cím                           | Szerep                           | Megjegyzések                                               |
| --------- | ---------------------------------------- | ------------------------------------- | -------------------------------- | ---------------------------------------------------------- |
| 1982–1985 |                                          | American Playhouse                    | Anya / Sally / Louise Mallard    | 3 epizód                                                   |
| 1983      |                                          | Kennedy                               | Jean Kennedy Smith               | minisorozat (5 epizód)                                     |
| 1984      |                                          | 3-2-1 Contact                         | Kate                             | 1 epizód                                                   |
| 1986      | Alkonyzóna                               | The Twilight Zone                     | Ellen Pendleton                  | 1 epizód                                                   |
| 1986      |                                          | Newhart                               | Liz Sable                        | 1 epizód                                                   |
| 1986      | Zsarublues                               | Hill Street Blues                     | Porche lady                      | 1 epizód                                                   |
| 1987      | Remington Steele                         | Remington Steele                      | Gladys Lynch                     | 1 epizód                                                   |
| 1987      |                                          | Crime Story                           | Mrs. Jankowski                   | 1 epizód                                                   |
| 1989      |                                          | Great Performances                    | Mrs. Gibbs                       | 1 epizód                                                   |
| 1990–1999 | Esküdt ellenségek                        | Law & Order                           | Elizabeth Hendrick / Rosa Halacy | 2 epizód                                                   |
| 1993      |                                          | Queen                                 | Mrs. Benson                      | minisorozat (2 epizód)                                     |
| 1997      |                                          | Crisis Center                         | Marilyn                          | 1 epizód                                                   |
| 1998      |                                          | Cosby                                 | Elizabeth                        | 1 epizód                                                   |
| 1999      |                                          | Stark Raving Mad                      | Beverly Rose                     | 1 epizód                                                   |
| 2001–2005 | Sírhant művek                            | Six Feet Under                        | Ruth Fisher                      | - főszereplő (63 epizód) - magyar hangja: - Bánsági Ildikó |
| 2004      |                                          | Higglytown Heroes                     | állatorvos hős                   | 1 epizód                                                   |
| 2007–2008 | Vészhelyzet                              | ER                                    | Becky Riley                      | 2 epizód                                                   |
| 2008      | Született feleségek                      | Desperate Housewives                  | Virginia Hildebrand              | 3 epizód                                                   |
| 2009–2014 | Így jártam anyátokkal                    | How I Met Your Mother                 | Loretta Stinson                  | 9 epizód                                                   |
| 2010      | Kés/Alatt                                | Nip/Tuck                              | Jane Fields                      | 1 epizód                                                   |
| 2010      |                                          | Happy Town                            | Peggy Haplin                     | 7 epizód                                                   |
| 2010      | A Grace klinika                          | Grey's Anatomy                        | Eleanor                          | 1 epizód                                                   |
| 2010–2013 | Scooby-Doo: Rejtélyek nyomában           | Scooby-Doo! Mystery Incorporated      | Angie Dinkley (hangja)           | 15 epizód                                                  |
| 2011      | Tara alteregói                           | United States of Tara                 | Sandy Gregson                    | 2 epizód                                                   |
| 2011      | Zűrös szerelmek                          | Love Bites                            | Faye Strathmore                  | 1 epizód                                                   |
| 2011      | A mentalista                             | The Mentalist                         | Elspeth                          | 1 epizód                                                   |
| 2011      | Amerikai Horror Story: A gyilkos ház     | American Horror Story: Murder House   | Moira O'Hara (hangja)            | 11 epizód                                                  |
| 2012–2013 | Amerikai Horror Story: Zártosztály       | American Horror Story: Asylum         | A halál angyala                  | 5 epizód                                                   |
| 2013      | Luxusdoki                                | Royal Pains                           | Blythe Ballard                   | 6 epizód                                                   |
| 2013–2014 | Amerikai Horror Story: Boszorkányok      | American Horror Story: Coven          | Myrtle Snow                      | 10 epizód                                                  |
| 2014      | Amerikai Horror Story: Rémségek cirkusza | American Horror Story: Freak Show     | Gloria Mott                      | 8 epizód                                                   |
| 2015      |                                          | Married                               | Janice                           | 1 epizód                                                   |
| 2015      | Meg-boldogulni                           | Getting On                            | Dr. Alice Marvel                 | 1 epizód                                                   |
| 2015–2018 | Alkalmi                                  | Casual                                | Dawn                             | - 11 epizód - magyar hangja: - Bánsági Ildikó              |
| 2016      |                                          | The Real O'Neals                      | Agnes mama                       | 1 epizód                                                   |
| 2016      | Amerikai Horror Story: Roanoke           | American Horror Story: Roanoke        | Polk mama                        | 1 epizód                                                   |
| 2017      | A köd                                    | The Mist                              | Natalie Raven                    | 10 epizód                                                  |
| 2017      | Medvetesók                               | We Bare Bears                         | Faye                             | 1 epizód                                                   |
| 2017      | Amerikai Horror Story: Szekta            | American Horror Story: Cult           | Bebe Babbitt                     | 2 epizód                                                   |
| 2018      | Az ifjú Sheldon                          | Young Sheldon                         | Dr. Flora Douglas                | 1 epizód                                                   |
| 2018      | Amerikai Horror Story: Apokalipszis      | American Horror Story: Apocalypse     | Myrtle Snow                      | 6 epizód                                                   |
| 2018      | Amerikai Horror Story: Apokalipszis      | American Horror Story: Apocalypse     | Moira O'Hara                     | 1 epizód                                                   |
| 2018–2019 | Az ítélet: család                        | Arrested Development                  | Lottie Dottie                    | 5 epizód                                                   |
| 2018–2019 | Castle Rock                              | Castle Rock                           | Martha Lacy                      | - 3 epizód - magyar hangja: - Zsurzs Kati                  |
| 2020      | Halott vagy                              | Dead to Me                            | Eileen Wood                      | 3 epizód                                                   |
| 2020      | Bűbájtábor                               | Summer Camp Island                    | Mrs. Clarinet / elf (hangja)     | 3 epizód                                                   |
| 2021      | Amerikai Horror Story: Két történet      | American Horror Story: Double Feature | Sarah Cunningham / Belle Noir    | 6 epizód                                                   |

## Fordítás
- Ez a szócikk részben vagy egészben  a   Francey Conroy című angol Wikipédia-szócikk fordításán alapul.  Az eredeti cikk szerkesztőit annak laptörténete sorolja fel. Ez a jelzés csupán a megfogalmazás eredetét és a szerzői jogokat jelzi, nem szolgál a cikkben szereplő információk forrásmegjelöléseként.